# Soleymieux
Soleymieux är en kommun i departementet Loire i regionen Auvergne-Rhône-Alpes i centrala Frankrike. Kommunen ligger i kantonen Saint-Jean-Soleymieux som tillhör arrondissementet Montbrison. År 2022 hade Soleymieux 716 invånare.

## Befolkningsutveckling
Antalet invånare i kommunen Soleymieux
| Referens: INSEE |